# 도계서원 (영천시)
도계서원(道溪書院)은 경상북도 영천시에 있는 서원이며, 박인로(朴仁老) 선생의 가르침을 기리기 위해서 세웠다.

## 소장 문화재
- 박노계집 판목(朴蘆溪集板木) - 경상북도 유형문화재 제68호(1974.12.10지정)

## 참고 자료
- 도계서원(道溪書院) - 한국서원연합회